# Babi Badalov
Babi Badalov, Badalov Babakhan Boyukxan oglu, (en azerí: Badalov Babaxan Böyükxan oğlu), nacido el 18 de junio de 1959, en Lerik, un pequeño pueblo de Azerbaiyán cerca de la frontera con Irán, en la región de Talysh, de padre azerí y madre talysh, es un artista visual y poeta.

## Vida
Tras servir dos años en el Ejército soviético, Badalov se trasladó a Leningrado en 1980, donde rápidamente se convirtió en un destacado artista underground y miembro del grupo no oficial de artistas llamado «TEII», La asociación de arte visual experimental. Badalov participó en numerosas exposiciones de arte del grupo, tanto en Rusia como en el extranjero. A finales de la década de 1990 conoció a los artistas Vadim Ovchinnikov y Timur Novikov,  miembros del New Artists Group, pasando a implicarse en una serie de sus proyectos y campañas artísticas.
En 2006 se instaló en Cardiff, Gales, donde solicitó asilo, que fue rechazado. Fue expulsado a Azerbaiyán, a pesar de que temía que acabasen con su vida en un crimen de honor. Tras dos días escondido en Bakú, huyó a San Petersburgo, desde donde se desplazó a París, donde ha conseguido asilo político en 2011.

## Obra
Badalov ha expresado sus ideas a través de objetos de arte, pintura, instalaciones y performaces en vivo. También ha realizado pinitos en el cine, en el decorado del directo ruso de vanguardia Evgeniy Kondratiev. Además de su obra plástica, Badalov escribe poesía oscura, mezclando idiomas y mentalidades de diferentes culturas. A pesar de que sus lenguas maternas son el azerí y el talysh, ha escrito también en ruso e inglés conseguido el premio de poesía rusa Pushkinskaya en su décima edición. Características de su obra son la aliteración y la onomatopeya.
En 2007, el reconocido crítico de arte y comisario de exposiciones de Moscú, Viktor Misiano, ha invitado a Badalov a participar en diversas exposiciones, donde ha exhibido diversos trabajos audiovisuales. Sus últimas exposiciones (2010) han sido en MANIFESTA 8, en Murcia/Cartagena, España; «The Watchmen, the Liars, the Dreamers» en Le Plateau, Center For Contemporary Art, en París; y «LONELY AT THE TOP» en el MuHKA, Museo de Arte Contemporáneo de Amberes.
A 2011, Badalov continúa exponiendo en todo el mundo. Sus últimos conceptos son una serie de objetos de «arte ecológico» llamados «Muñecas para adultos», donde trata de aislar la plasticidad de la naturaleza dentro de su propia ropa. También está trabajando en una serie de proyectos dedicados a la exploración lingüística,  cuestionando como una persona puede convertirse en víctima de la barrera del lenguaje.
En 2010, la editorial Propeller Publishers de Berlín editó su libro GUSTIE USI INDUSA en inglés y ruso.